# 12926 Brianmason
12926 Brianmason (1999 SO9) là một tiểu hành tinh vành đai chính được J. L. Schiff và C. J. Schiff phát hiện vào ngày 27 tháng 9 năm 1999 tại Takapuna. Tiểu hành tinh này được đặt theo tên của meteoriticist Brian Harold Mason.